# Churchill Babington
Churchill Babington (Rothley, 11 marzo 1821 – Cockfield, 12 gennaio 1889) è stato un numismatico, botanico, micologo e archeologo britannico.

## Biografia
Ha studiato sotto Charles Wycliffe Goodwin, orientalista ed archeologo, ha studiato al St John's College dell'Università di Cambridge nel 1839 e si è laureato nel 1843. Nel 1845 ha ottenuto il premio di Hulsean per il suo saggio: "The Influence of Christianity in promoting the Abolition of Slavery in Europe" (L'influenza della cristianità nella promozione dell'abolizione della schiavitù in Europa).